# The Square (film, 2008)
Pour les articles homonymes, voir The Square.
Pour plus de détails, voir Fiche technique et Distribution.
The Square est un film australien réalisé par Nash Edgerton et sorti en 2008.
Il s'agit de la seconde collaboration entre Nash Edgerton et son frère cadet Joel Edgerton, auteur du scénario, après le court métrage de Nash, Spider (en), sorti en 2007.

## Synopsis
La vie d'un homme marié est chamboulée lorsque sa maîtresse, la troublante Carla, découvre dans le plafond de son appartement un sac rempli de billets, résultat du dernier délit de son mari. Leur plan, pourtant simple au départ, pour garder l'argent ne se passe malheureusement pas comme prévu et le couple illégitime s'enfonce dans une spirale infernale : celle du mensonge.

## Fiche technique
- Titre : The Square
- Réalisation : Nash Edgerton
- Scénario : Joel Edgerton et Matthew Dabner, d'après une histoire de Joel Edgerton
- Production : Louise Smith
- Sociétés de production : Pathé, Blue Tongue Films, Film Depot, FFC Australia
- Musique : Frank Tetaz et Ben Lee
- Photographie : Brad Shield ACS
- Montage : Luke Doolan
- Décors : Elizabeth Mary Moore
- Costumes : Sally Sharpe
- Pays d'origine : Australie
- Langue : anglais
- Genre : Thriller, Néo-noir
- Durée : 107 minutes
- Dates de sortie :
  -  Australie : 15 juin 2008 (Festival du film de Sydney)
  -  France : 21 janvier 2009

## Distribution
- David Roberts : Raymond Yale
- Claire van der Boom : Carla Smith
- Joel Edgerton : Billy
- Anthony Hayes : Gred "Smithy" Smith
- Peter Phelps : Jake
- Kieran Darcy-Smith : Barney
- Brendan Donoghue : Leonard Long
- Damon Herriman : Eddie

## Production
Joel Edgerton a mis huit ans à écrire le scénario et son frère aîné Nash Edgerton le convainc de le retravailler pour en faire un thriller et propose de le réaliser. Nash Edgerton avait déjà dirigé Joel dans son court métrage, Spider (en) (2007), écrit par David Michôd,. Le tournage s'est déroulé fin 2007 dans la Nouvelle-Galles du Sud, en Australie.
En 2009, David Michôd (avec qui Joel Edgerton collaborera par la suite pour son premier long métrage, Animal Kingdom, en 2010) a réalisé un documentaire de trente minutes sur le making-of du film, intitulé Inside the Square (en). L'acteur Kieran Darcy-Smith apparaît aussi dans Animal Kingdom avant de réaliser son premier film en 2012, Wish You Were Here, dont le rôle principal est également interprété par Joel Edgerton.

## Réception
Le film a reçu de nombreuses critiques positives. L'agrégateur de critiques Rotten Tomatoes lui donne la note de 86 % sur la base de 83 critiques, et résume : « The Square n'arrive peut-être pas au niveau des films noirs modernes qui l'ont inspiré, mais, avec ses retournements de situation et la tension constante qui y règne, il n'en arrive vraiment pas loin,. » Le critique Roger Ebert, du Chicago Sun-Times, lui donne trois étoiles et demi sur quatre, déclarant que « [le film] ne pousse jamais trop loin et ne va jamais trop vite. Il laisse amoureusement, presque sadiquement, la situation s'étirer et empirer, démontrant délibérément que tout peut mal se passer. Et je dis bien tout,. » The Washington Post salue le travail des frères Edgerton et les compare à une autre fratrie ayant fait des débuts dans la comédie noire, les frères Coen, notamment avec Sang pour sang (Blood Simple) : « comme dans ce film, The Square utilise les procédés et les codes du film noir pour explorer un univers moral où les escrocs et leurs complices sont les pires ennemis. Et comme dans Blood Simple, The Square annonce un futur excitant pour deux frères partageant la vision sinistre d'un destin impitoyable,. »
Une critique du Seattle Times donne la note de deux étoiles et demi sur quatre et reproche au scénario de piocher un peu partout sans parvenir à sortir des sentiers battus.

## Distinctions

### Récompenses
- IF Awards 2008 : meilleur son
- Film Critics Circle of Australia Awards 2009 : meilleur scénario pour  Joel Edgerton et Matthew Dabner

### Nominations
- Festival du film de Sydney 2008 : sélection officielle
- Australian Film Institute Awards 2008 :
  - Meilleur film
  - Meilleur réalisateur pour Nash Edgerton
  - Meilleur acteur pour  David Roberts
  - Meilleur acteur dans un second rôle pour Joel Edgerton et Anthony Hayes
  - Meilleur scénario original pour Joel Edgerton et Matthew Dabner
  - Meilleure musique pour Frank Tetaz et Ben Lee
- Australian Directors Guild Awards 2008 : meilleur réalisateur de film  pour Nash Edgerton
- Film Critics Circle of Australia Awards 2009 :
  - Meilleur film
  - Meilleur réalisateur pour Nash Edgerton
  - Meilleur acteur dans un second rôle pour Joel Edgerton et Anthony Hayes